# Sperling und der falsche Freund
Sperling und der falsche Freund ist ein deutscher Fernsehfilm von Guido Pieters aus dem Jahr 1998. Es handelt sich um die sechste Episode der ZDF-Kriminalfilmreihe Sperling mit Dieter Pfaff in der Titelrolle. Sperlings Team bilden Karsten Rohde, verkörpert von Benno Fürmann, Vera Kowalski (Petra Kleinert) und Norbert Wachutka (Hans-Joachim Grubel). Die Haupt-Gaststars dieser Folge sind Erdoğan Atalay, Natascha Bonnermann und Detlef Bothe.
Das Drehbuch geht auf eine Idee von Rolf Basedow zurück.

## Handlung
Der türkischstämmige Sabri hat dem Clubbesitzer und Mädchenhändler Rudolf Köster die bulgarischen Schwestern Zenia und Lidia zugeführt und dafür Geld kassiert. Zenia gelingt es zu fliehen, woraufhin Köster seine Schläger beauftragt Sabri deutlich zu machen, dass er erwartet, dass dieser ihm die junge Frau binnen kurzer Frist wiederbeschafft. Bei dem Versuch, Zenia ausfindig zu machen, wird Sabri verletzt und in diesem Zustand von Hauptkommissar Hans Sperling aufgegriffen, der Sabri seine Hilfe anbietet. Als der Kommissar ihm aufhilft, zieht er sich einen schmerzhaften Hexenschuss zu und wird von Sabri mit in einen Hamam genommen, was dem Kommissar sofortige Linderung bringt. Sabri erzählt Sperling, dass er im Urlaub die Frau seines Lebens kennengelernt habe, die nun hier in Deutschland in einem Club zur Prostitution gezwungen werde. Sperling als Polizist könne ihm doch sicher helfen, sie aus diesem Milieu herauszuholen. Als der Kommissar sich mit seinem Assistenten Karsten Rohde den von Sabri benannten Nachtclub ansieht und Zenia anspricht, reagiert diese äußerst seltsam. Schnell kristallisiert sich heraus, dass Sabri den Kommissar belogen hat. Schließlich war er es, der die jungen Frauen nach Deutschland gebracht und an Köster verkauft hat.
Zenia gelingt es in einem unbewachten Moment erneut davonzulaufen. Sie macht sich Sorgen um ihre zurückgelassene Schwester Lidia. Unvermittelt steht sie bei Sperling vor der Tür, der sie jedoch nicht verstehen kann und sich um einen Dolmetscher bemüht. Inzwischen ist Sabri zusammen mit dem mit ihm befreundeten Hannes Baumann und dessen Freundin Gerti erneut auf der Suche nach Zenia, ohne dass Sperling, der sich erneut einen Nerv eingeklemmt hat, ihr beistehen kann. Zwei hilfreiche Nachbarinnen, die Sperling schon einmal aus der Klemme geholfen haben, sind auch jetzt wieder genau im richtigen Moment zur Stelle.
Sperling vermutet, dass Köster derjenige ist, der Zenia gekauft hat. Geschickt lässt er sich dies von Paustian, der ebenfalls eine Bar betreibt, telefonisch bestätigen. Nachdem es gelungen ist, Zenia wiederzufinden und zu Sperling in die Wohnung zu bringen, signalisiert sie, dass sie bereit ist, gegen Köster auszusagen. Unvermittelt taucht jedoch ein wohl von Köster beauftragter Anwalt auf, der sich als Zenias Anwalt ausgibt und der jungen Frau ein Kettchen zukommen lässt, das ihrer Schwester gehört. Zenia weiß, was das bedeutet und will auf einmal nicht mehr aussagen. Sperling will Zenias Schwester um jeden Preis finden. Er bleibt gemeinsam mit seinen Kollegen an Sabri dran in der Hoffnung, dass dieser ihn auf die richtige Spur führt. So ist es dann auch. Kösters Schläger Rottmann nennt eine Adresse in der Bahnhofstraße, nachdem es Sabri gelungen ist, ihm ein Messer an die Kehle zu setzen. Sperling und Rohde, die hinzukommen, greifen in diesem Fall erst einmal nicht ein, sondern erst, nachdem Rottmann die Adresse genannt hat. Nachdem man eine Tür in dem Abbruchhaus gesprengt hat, stoßen die Beamten auf sehr viele dort eingesperrte junge Frauen, unter denen sich auch Lidia befindet. Vor dem beeindruckenden Anwesen von Köster fahren Polizeifahrzeuge vor, kurz darauf wird er in Handschellen aus dem Haus geleitet.

## Produktion

### Dreharbeiten, Produktionsnotizen
Der Film wurde in Berlin und Umgebung gedreht. Das Oberhausener Frauenkabarettduo Missfits, bestehend aus Stephanie Überall und Gerburg Jahnke, hat einen Gastauftritt. Die Aufnahmeleitung oblag Isabel Brandenburg und Thomas Hund, die Produktionsleitung Hans-Dieter Tafelski und die Reaktion Klaus Bassiner und Alexander Ollig. Es handelt sich um eine Produktion der Polyphon Film- und Fernsehgesellschaft mbH im Auftrag des ZDF.

### Veröffentlichung
Diese Folge wurde im ZDF am 24. April 1998 zur Hauptsendezeit erstmals ausgestrahlt.
Diese sechste Episode der Reihe erschien zusammen mit allen weiteren 17 Folgen am 10. April 2015 auf DVD, herausgegeben von der Edel Germany GmbH.

## Kritik
Die Kritiker der Fernsehzeitschrift TV Spielfilm vergaben die bestmögliche Wertung, indem sie mit dem Daumen nach oben zeigten und für Action einen sowie für Humor und Spannung je zwei von drei möglichen Punkten vergaben. Im Fazit wurde lobend zusammengefasst: „Charmanter Ermittler mit flottem Dialogwitz“.
Die Redaktion des Fernsehmagazins Prisma (Fernsehzeitschrift)|Prisma lobte: „Wieder einmal beweist Dieter Pfaff mit der Figur des Kommissars Sperling, dass er derzeit zu Deutschlands besten Schauspielern gehört. Mit Witz und Charme kann er diesmal einen Fall um einen brutalen Mädchenhändler[n] klären.“
Die Redaktion des Filmdienstes kam zu dem Ergebnis: „Ambitionierter (Fernseh-)Krimi um den gutmütigen Sperling, der diesmal einen in Osteuropa operierenden Mädchenhändlerring ausheben muss. – Ab 14 möglich.“